# Cermak-McCormick Place (métro de Chicago)
Ne doit pas être confondu avec Cermak-Chinatown (métro de Chicago).
Cermak-McCormick Place est une station aérienne de la ligne verte du métro de Chicago sur le tronçon de la South Side Main Line. Elle est située à l'est de State Street et dessert le centre de convention de McCormick Place, dans le sud du secteur de Near South Side, non loin du quartier de Chinatown.

## Histoire
La station, conçue par la firme Ross Barney Architects de Chicago et construite par l'entreprise T.Y. Lin International, est située à l'angle de Cermak Road et State Street dans le quartier de Near South Side à Chicago. La station comprend trois entrées - une de chaque côté de Cermak Road et une du côté de la 23rd Street. L'entrée principale de la station est construite du côté nord de la Cermak Road.
La station de Cermak-McCormick Place remplace la station originale de Cermak qui a ouvert le 6 juin 1892 et a fermé le 9 septembre 1977 avant d'être démolie en 1978. L'élément caractéristique de la station est son tube en acier de construction qui sert de brise-vent pour les zones d'embarquement des passagers. L'ancienne et la nouvelle station sont situées au sud de Roosevelt et au nord de 35th-Bronzeville-IIT.
Le 17 janvier 2012, le maire de Chicago Rahm Emanuel a annoncé lors d'une conférence de presse que la station Cermak serait reconstruite afin de desservir McCormick Place,. L'investissement de 50 millions de dollars vise également à stimuler le développement des quartiers résidentiels du secteur de Near South Side et à revitaliser le quartier historique de Motor Row District, juste au sud. Une cérémonie d'inauguration de la nouvelle station a eu lieu le 29 août 2013. La nouvelle station Cermak-McCormick Place a ouvert ses portes le 8 février 2015.

## Services aux voyageurs

### Intermodalité
Avec les bus de la Chicago Transit Authority :
- #21 Cermak
- #29 State